# 池田小三郎
池田 小三郎（いけだ こさぶろう、天保13年（1842年）- 慶応4年3月6日（1868年3月29日））は、新選組隊士。撃剣師範、伍長。小太郎と記された文献もある。

## 経歴
江戸の出身といわれる。一刀流剣術の遣い手。元治元年（1864年）10月の江戸における隊士募集に応じて入隊。同年12月の行軍録では、尾形俊太郎の五番組に所属している。翌慶応元年（1865年）夏の編成で撃剣師範となった。
慶応2年（1866年）9月の三条制札事件の際には。大石鍬次郎の組に所属したとされ、褒賞金として千疋を賜っている。同3年（1867年）6月の幕臣取立では、見廻組御雇の格を受けた。その後も在隊し、翌4年（1868年）に勃発した戊辰戦争に身を投じ、戦死した。享年26。
一方で池田の最期には諸説ある。慶応4年1月3日に勃発した鳥羽・伏見の戦いに参戦。5日に淀で戦死したと伝えられるものの、御香宮神社の東軍戦死者名簿には「正月（一月）三日、伏見に於て戦死」とある。しかし、横倉甚五郎によれば、江戸に帰還後の同年3月6日の甲州勝沼の戦いに参戦し、甲州板戸で死亡したとしている。